# La grande prigione
La grande prigione (Behind the High Wall) è un film del 1956 diretto da Abner Biberman.
È un film carcerario statunitense con Tom Tully, Sylvia Sidney, Betty Lynn, John Gavin e Don Beddoe.

## Trama
A seguito della rivolta di una prigione, il direttore Frank Carmichael viene rapito da alcuni detenuti in fuga. Dopo l'uccisione di questi ultimi e la cattura di Johnny Hutchins, un meccanico che aveva collaborato alla fuga dei detenuti, Carmichael riesce a mettere per caso le sue mani su 100.000 dollari, parte del bottino portato via dai detenuti in fuga. Il piano di Carmichael consiste nell'accelerare la condanna a morte e l'esecuzione della pena capitale nei confronti di Hutchins affinché non resti alcun testimone del suo misfatto.

## Produzione
Il film, diretto da Abner Biberman su una sceneggiatura di Harold Jack Bloom e un soggetto di Richard K. Polimer e Wallace Sullivan, fu prodotto da Stanley Rubin per la Universal International Pictures e girato da metà gennaio a metà febbraio 1956. Alcune riprese furono girate allo Sheriff's Wayside Honor Rancho di Castaic, in California. Il titolo di lavorazione fu No Power on Earth. Il soggetto sul quale è basato il film è lo stesso di The Big Guy del 1939.

## Distribuzione
Il film fu distribuito con il titolo Behind the High Wall negli Stati Uniti nel luglio 1956 al cinema dalla Universal Pictures.
Altre distribuzioni:
- in Germania Ovest nel 1956 (Verdammte hinter Gittern)
- in Austria nel dicembre del 1956 (Verdammte hinter Gittern)
- in Finlandia il 14 dicembre 1956 (Vankilakapina)
- in Svezia il 28 gennaio 1957 (Brott bakom murarna)
- in Brasile (Atrás das Grades de Ferro)
- in Grecia (Piso ap' ta psila teihi)
- in Italia (La grande prigione)